# Рутсеттер

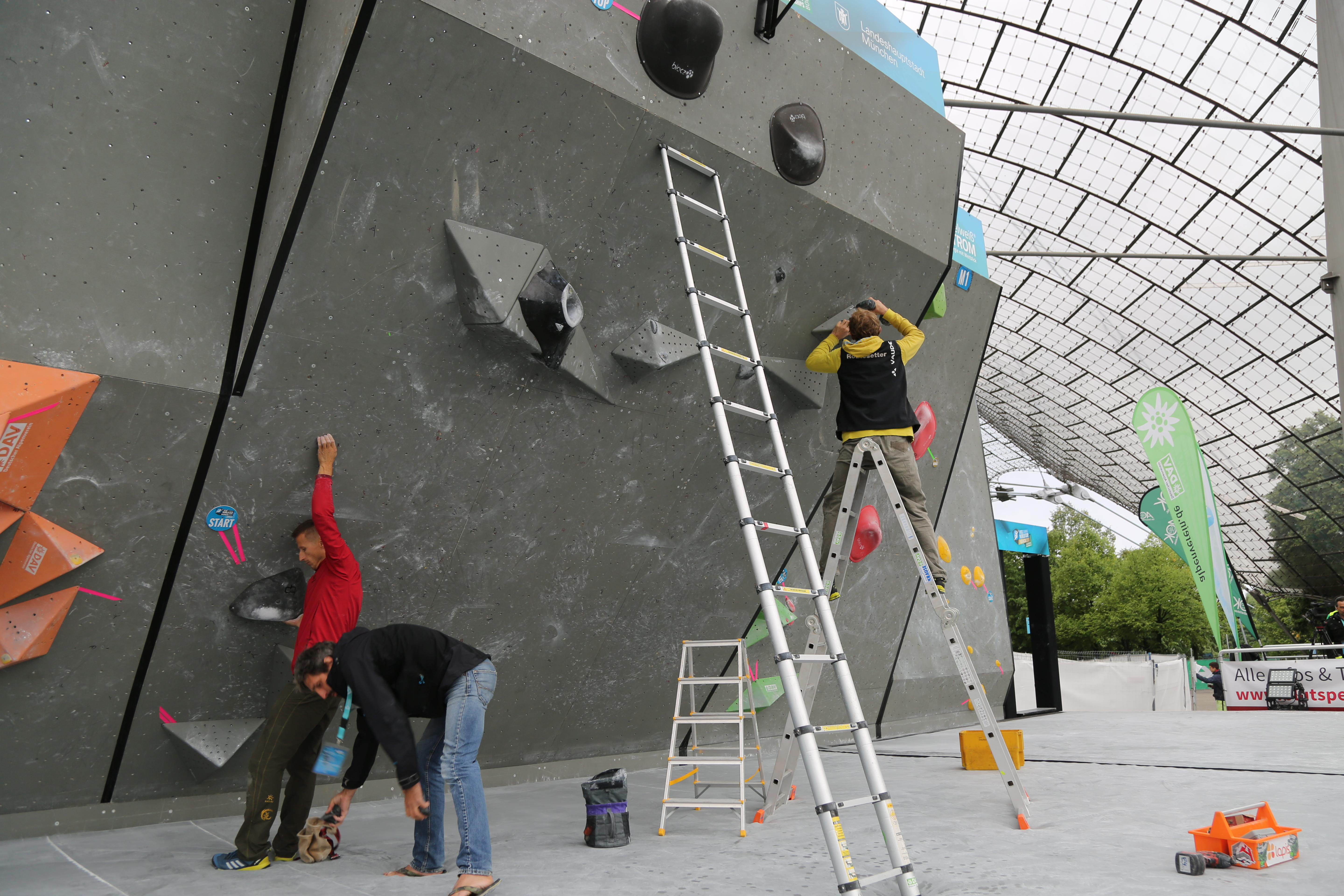
Рутсеттеры на чемпионате по боулдерингу

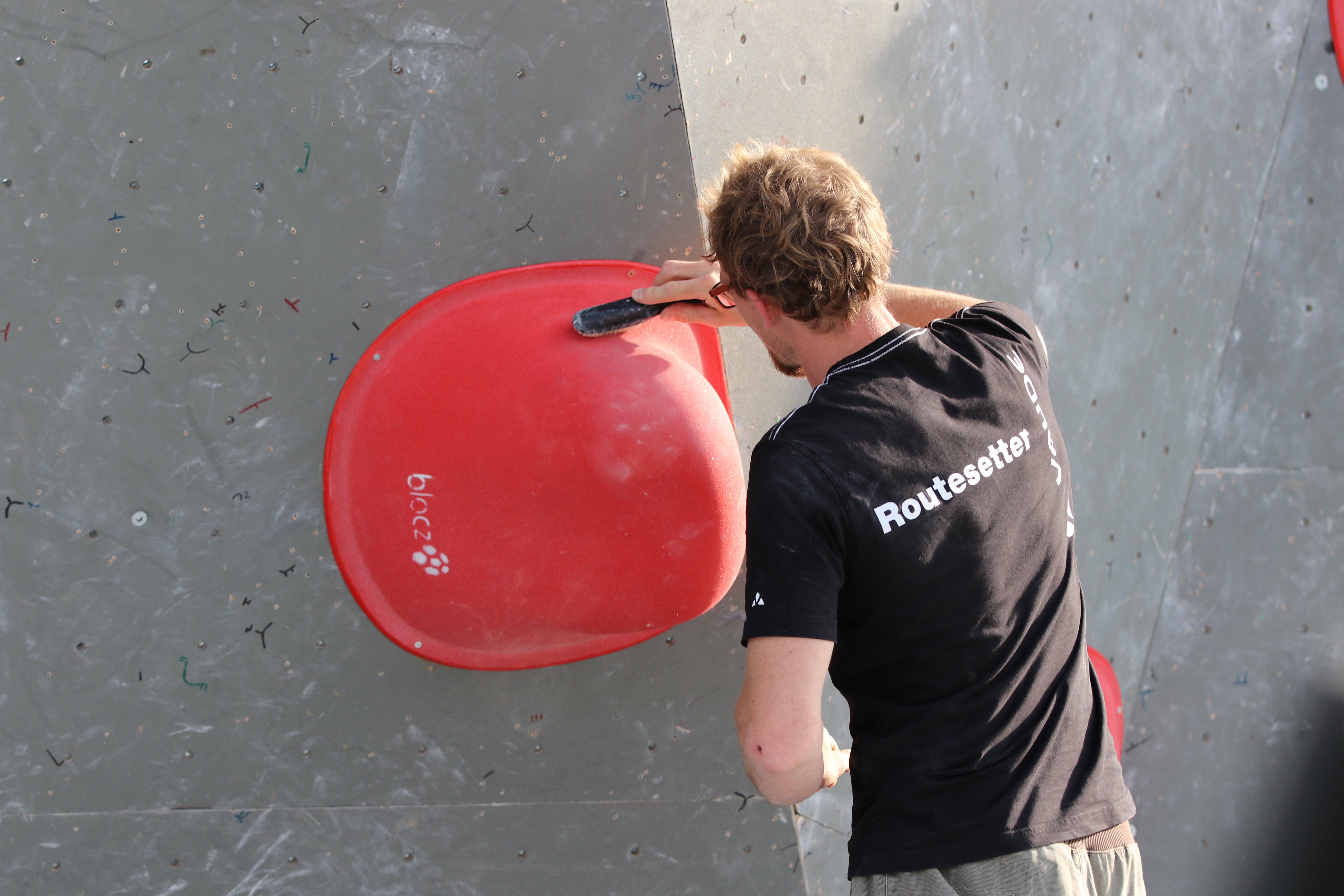
Рутсеттер очищает рельеф от магнезии перед началом соревнований

Рутсе́ттер, се́ттер или постано́вщик трасс (англ. Route setter) — специалист, разрабатывающий скалолазные маршруты на искусственном рельефе и монтирующий их на скалодром. Рутсеттеры используют модульные крепления из смолы, полиуретана, полиэстера, стекловолокна или дерева (зацепы, макросы и рельефы) для создания маршрутов на коммерческих скалодромах и соревнованиях.
Рутсеттеры разрабатывают трассы как для лазания на трудность, так и для боулдеринга. Уровень мастерства и сертификация рутсеттера напрямую зависит от качества и сложности трасс, которые он способен создать. Учитывается не только сложность и зрелищность пролаза, но и нюансы, такие как композиция. После разработки и тестирования маршрута ему присваивается категория сложности; маркируются старт, зона (бонус) и топ.
Для рутсеттеров существуют курсы обучения, повышения квалификации и сертификация; выходят периодические печатные и интернет-издания, посвященные искусству рутсеттинга; проводятся конкурсы по постановке трасс.